# リアム・ケリガン
リアム・ケリガン（Liam Kerrigan, 2000年5月9日 - ）は、アイルランド・スライゴ県スライゴ出身のサッカー選手。セリエA・コモ1907所属。ポジションはMF。

## クラブ経歴

### 母国時代
2015年に地元のスライゴ・ローヴァーズFCのユースチームに入団し、2018年にトップチームに昇格し、プロデビュー。2019年シーズン途中にUCDに移籍するも、UCDは同年シーズン1部リーグ最下位に終わり、リーグ・オブ・アイルランド・ファーストディビジョン2部リーグに降格。2021年シーズンは2部リーグながら12ゴールを決め、1部リーグ復帰に貢献した。

### コモ1907
2022年7月18日、コモ1907と2025年までの契約を締結。8月22日のACピサ1909戦で移籍後初ゴールを決めた。

### ノヴァーラFC
2024年1月26日、ノヴァーラFCへの2023-24シーズン終了までのローン移籍が発表。セリエCで9試合に出場した。

## 代表歴
2022年にU-21のアイルランド代表で3試合出場した。

## 人物
- サッカー選手のジョニー・ケニーは従兄弟にあたる。